# Pseudopeplia ipsea
Pseudopeplia ipsea är en fjärilsart som beskrevs av Frederick DuCane Godman och Osbert Salvin 1889. Pseudopeplia ipsea ingår i släktet Pseudopeplia och familjen Riodinidae. Inga underarter finns listade.